# Chatom
Chatom kisváros az USA Alabama államában, Washington megyében, melynek megyeszékhelye is. Lakosainak száma 1104 fő (2020. április 1.).

## Népesség
A település népességének változása:
| Lakosok száma | 1193 | 1288 | 1104 |
|               | 2000 | 2010 | 2020 |